# Eois anisorrhopa
Eois anisorrhopa là một loài bướm đêm trong họ Geometridae.